# Limont-Fontaine
 Limont-Fontaine là một xã ở tỉnh Nord trong vùng Hauts-de-France, Pháp.